# Al-Àfdal Kutayfat
Abu-Alí Àhmad ibn al-Àfdal (àrab: أبو علي أحمد بن الأفضل, Abū ʿAlī Aḥmad b. al-Afḍal), més conegut com al-Àfdal Kutayfat (àrab: الأفضل كتيفات, al-Afḍal Kutayfāt), fou visir del califa fatimita i fill del visir al-Àfdal ibn Badr al-Jamalí.
A la mort del califa al-Àmir (1101–1130) el 17 d'octubre del 1130, el poder va passar a dos dels seus favorits, Hazarmard i Bargash que van portar a la regència al cosí del difunt Abd-al-Majid; al cap de quatre dies l'exèrcit va donar un cop d'estat i va elevar al càrrec de visir a Abu Ali Ahmad, que portava el títol d'al-Àfdal i era conegut com a Kutayfat.
Al cap de molt poc temps el visir va declarar deposada a la dinastia fatimita i va anunciar que el poder passava al "imam" esperat de la "shia ithna ashariyya"; Abd al-Madjid fou destituït de la regència i empresonat. En endavant Kutayfat va governar com un dictador. Les monedes d'aquest temps no porten el nom del califa sinó de l'imam Muhàmmad Abu-l-Qàssim al-Muntandhir li-amr-Al·lah (any 525 = 1131) i l'imam al-Mahdí al-Qàïm bi-amr-Al·lah bujjat-Al·lah ala-l-alamín (any 526 = 1131/1132) dels que el visir era el teòric representant (nàïb) i lloctinent (khalifa). La religió fatimita o ismaïlita va quedar abolida com a religió d'estat però fou respectada. Però els ismaïlites no estaven disposats a perdre tots els privilegis del poder i van tramar una conspiració.
El 8 de desembre de 1131, quan Kutayfat passejava per la rodalia de la ciutat del Caire, fou assassinat; al mateix temps Abd al-Majid era alliberat del seu captiveri i portat altre cop al poder com a regent, sent proclamat aviat com califa amb el nom d'al-Hàfidh (1132–1149). El contracop d'estat fou commemorat cada any fins al final de la dinastia.